# Миноносцы типа V-43
Миноносцы типа V-43 — тип эскадренных миноносцев (по официальной классификации — больших миноносцев), состоявший на вооружении Военно-морского флота Германии в период Первой мировой войны. Корабли строились по мобилизационной программе 1914 года. Всего было построено 4 миноносца этого типа.

## Энергетическая установка
На кораблях типа в качестве ГЭУ была установлена паротурбинная ЭУ проектной мощностью 24 000 л. с., состоящая из 2 турбин, 2 военно-морских нефтяных котлов и 2 военно-морских двухсторонних нефтяных котлов. Максимальные запасы топлива на эсминцах типа составляли 290 тонн нефти.

## Вооружение
Миноносцы вооружались 3х1 88-мм орудиями. Торпедное вооружение эсминцев состояло из 6 500-мм торпедных аппаратов, минное вооружение — из 24 мин заграждения.

## Список миноносцев типа
| Название | Дата закладки | Дата спуска на воду | Дата вступления в состав флота | Примечания |
| -------- | ------------- | ------------------- | ------------------------------ | ---------- |
| V-43     | 1914          | 27 января 1915      | 28 мая 1915                    |            |
| V-44     | 1914          | 24 февраля 1915     | 22 июля 1915                   |            |
| V-45     | 1914          | 29 марта 1915       | 30 сентября 1915               |            |
| V-46     | 1914          | 23 декабря 1914     | 31 октября 1915                |            |